# Chirothrips moultoni
Chirothrips moultoni är en insektsart som beskrevs av George Edward Post 1961. Chirothrips moultoni ingår i släktet Chirothrips och familjen smaltripsar. Inga underarter finns listade i Catalogue of Life.